# Ostrov

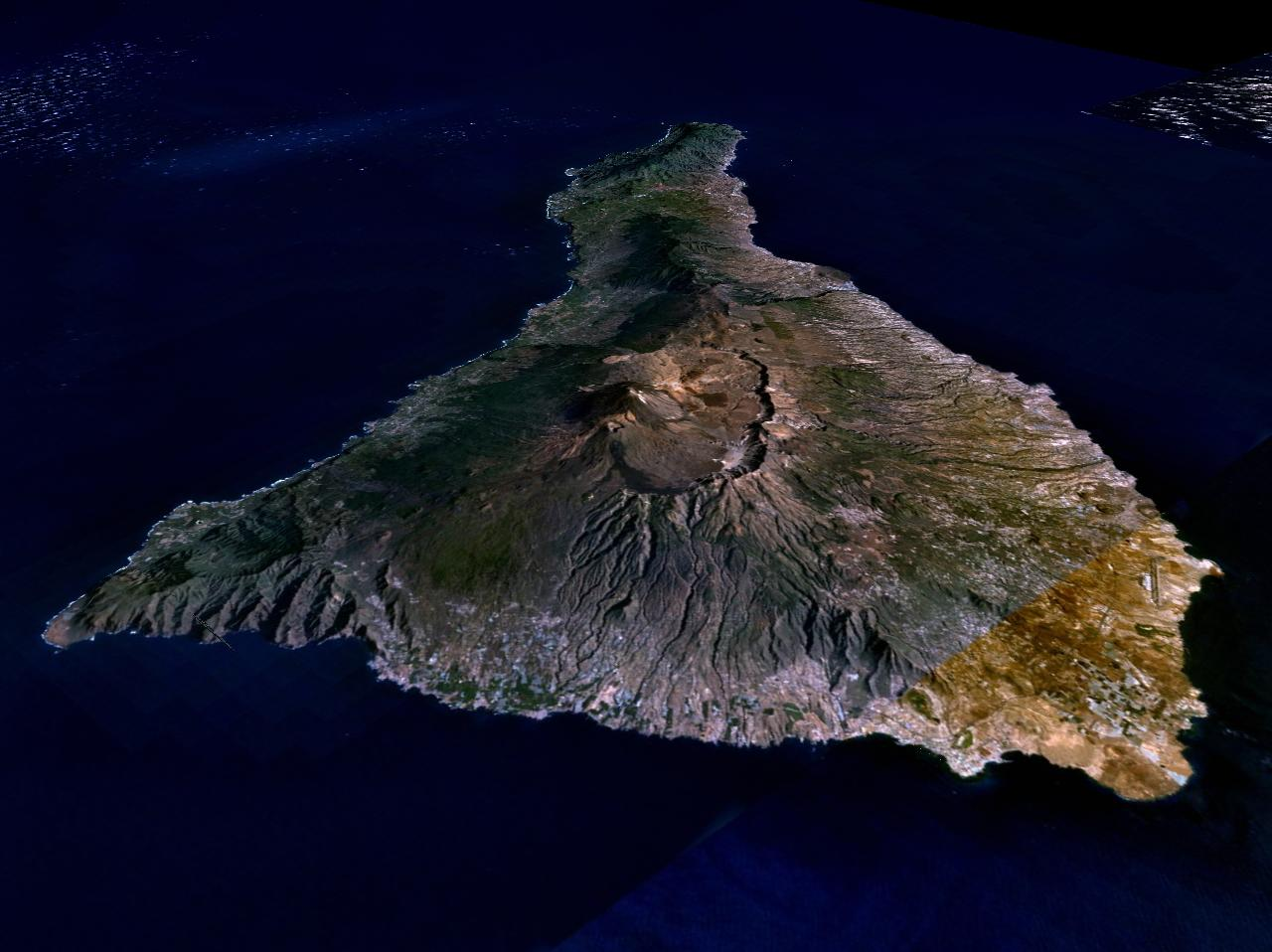
Ostrov Tenerife

Ostrov je pevnina menší než kontinent a větší než skála, která vystupuje nad hladinu vody. Velmi malý ostrov se nazývá ostrůvek. Skupina ostrovů, které k sobě patří, se nazývá souostroví neboli archipel.

## Dělení ostrovů
Ostrovy dělíme do několika hlavních skupin:
- přírodní
  - kontinentální (ležící poblíž pevniny, na kontinentálním šelfu)
    - říční (ostrovy nebo lavice vzniklé naplavením materiálu, většinou v deltách velkých řek)
    - přílivové (přechodový typ ostrovů, které se stávají ostrovy jen při přílivu; při odlivu jsou z nich poloostrovy)

  - oceánské (ležící na volném moři, mimo kontinentální šelf)
    - vulkanické (vzniklé sopečnou činností, obvykle v místech tzv. horkých skvrn)
    - korálové (produkt činnosti mořských polypů korálnatců)
- umělé

## Největší ostrovy světa
- Grónsko
- Nová Guinea
- Borneo/Kalimantan
- Madagaskar
- Baffinův ostrov

## Ostrovní státy
Podle CIA World Factbook existuje 94 států a jiných geografických entit, které jsou ryze ostrovní a nesdílejí hranice s jinými státy (výčet Archivováno 5. 1. 2010 na Wayback Machine.).
Kromě toho leží na ostrovech v moři alespoň minimální části území naprosté většiny přímořských států; výjimkami jsou Monako a Kongo, sporně pak Belgie a Benin. V případě Dánska a Rovníkové Guineje leží hlavní město na ostrově mimo hlavní území na pevnině.
Území některých ostrovů je rozděleno suchozemskou hranicí mezi dva státy, v případě Kalimantanu dokonce mezi tři.